# Belangrijkste boeken uit de wereldliteratuur

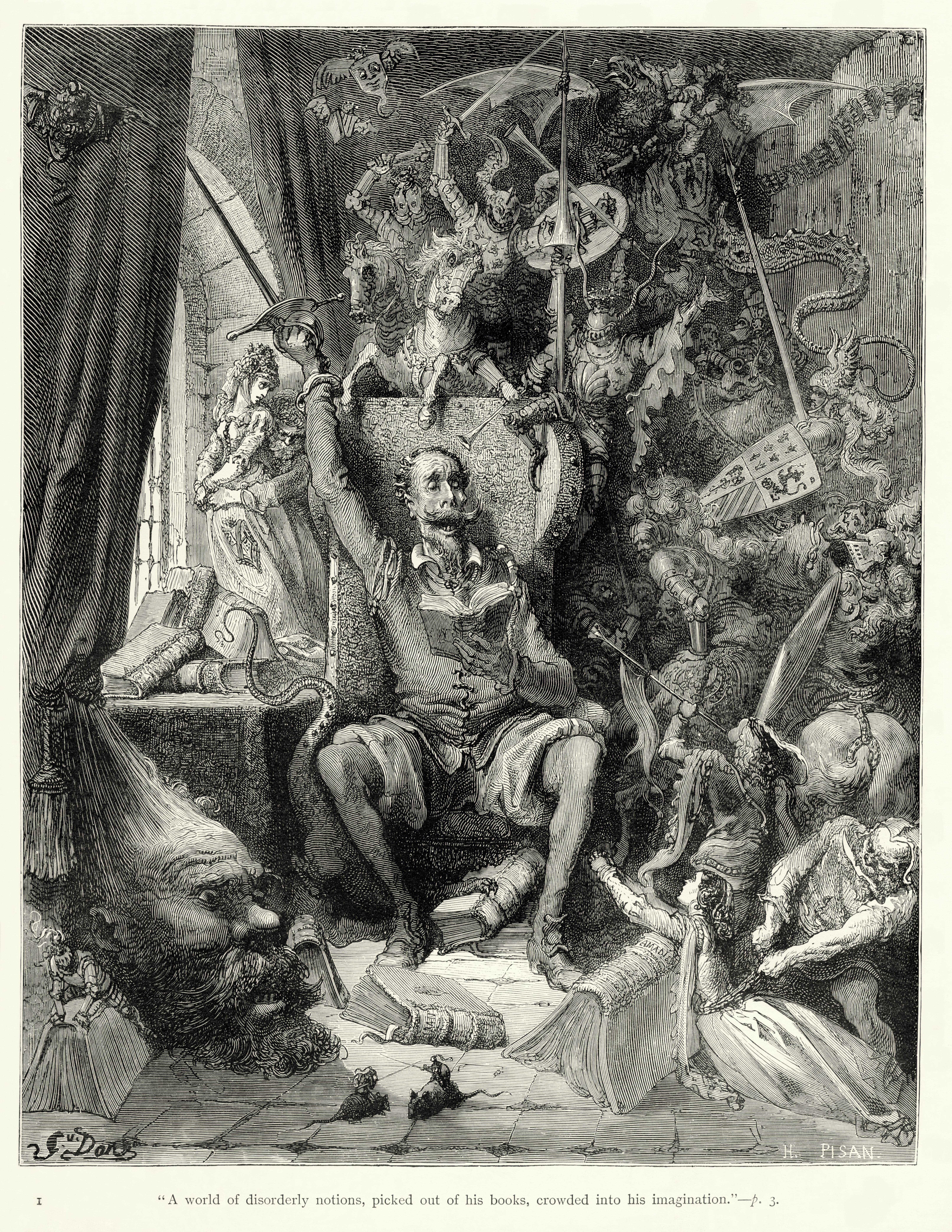
Don Quichot: meeste stemmen

De belangrijkste boeken uit de wereldliteratuur (Noorse benaming: Verdensbiblioteket) is een lijst die in 2002 werd samengesteld op initiatief van de gezamenlijke Noorse boekenclubs.
Een honderdtal schrijvers uit 54 landen werd verzocht een lijst op te stellen van werken die zij de beste en belangwekkendste vonden uit de wereldliteratuur. Onder de aangezochte schrijvers waren Milan Kundera, Doris Lessing, Seamus Heaney, Salman Rushdie, Wole Soyinka, John Irving, Nadine Gordimer, Carlos Fuentes, John le Carré, Paul Auster, Ben Okri, Fay Weldon en Jan Kjærstad. Isabel Allende leverde haar lijst leeg in, omdat ze dit soort overzichten onzinnig vond.
De uiteindelijke lijst werd gepresenteerd in alfabetische volgorde, maar wel werd bekendgemaakt dat Don Quichot van Miguel de Cervantes de meeste stemmen had gekregen. Fjodor Dostojevski was met vier romans het best vertegenwoordigd in de lijst.

## De honderd boeken, op alfabetische volgorde van hun auteur
| Titel                                      | Auteur                     | Jaar                            | Land                       |
| ------------------------------------------ | -------------------------- | ------------------------------- | -------------------------- |
| Een wereld valt uiteen                     | Chinua Achebe              | 1958                            | Nigeria                    |
| Sprookjes en verhalen                      | Hans Christian Andersen    | 1835-1837                       | Denemarken                 |
| De goddelijke komedie                      | Dante Alighieri            | 1321                            | Italië                     |
| Trots en vooroordeel                       | Jane Austen                | 1813                            | Groot-Brittannië           |
| Vader Goriot                               | Honoré de Balzac           | 1835                            | Frankrijk                  |
| Molloy, Malone sterft, Naamloos (trilogie) | Samuel Beckett             | 1951-1953                       | Ierland                    |
| Decamerone                                 | Giovanni Boccaccio         | 1349-1353                       | Italië                     |
| Fantastische verhalen                      | Jorge Luis Borges          | 1944                            | Argentinië                 |
| Woeste Hoogten                             | Emily Brontë               | 1847                            | Groot-Brittannië           |
| De vreemdeling                             | Albert Camus               | 1942                            | Algerije / Frankrijk       |
| Gedichten                                  | Paul Celan                 | 1952                            | Roemenië / Duitsland       |
| Reis naar het einde van de nacht           | Louis-Ferdinand Céline     | 1932                            | Frankrijk                  |
| Don Quichot                                | Miguel de Cervantes        | 1605-1615                       | Spanje                     |
| The Canterbury Tales                       | Geoffrey Chaucer           | 1387-1400                       | Groot-Brittannië           |
| Nostromo                                   | Joseph Conrad              | 1904                            | Groot-Brittannië           |
| Grote verwachtingen                        | Charles Dickens            | 1861                            | Groot-Brittannië           |
| Jacques de fatalist en zijn meester        | Denis Diderot              | 1796                            | Frankrijk                  |
| Berlin Alexanderplatz                      | Alfred Döblin              | 1929                            | Duitsland                  |
| Misdaad en straf                           | Fjodor Dostojevski         | 1866                            | Rusland                    |
| De idioot                                  | Fjodor Dostojevski         | 1869                            | Rusland                    |
| Boze geesten                               | Fjodor Dostojevski         | 1872                            | Rusland                    |
| De gebroeders Karamazov                    | Fjodor Dostojevski         | 1880                            | Rusland                    |
| Middlemarch                                | George Eliot               | 1871                            | Groot-Brittannië           |
| Onzichtbare man                            | Ralph Ellison              | 1952                            | Verenigde Staten           |
| Medeia                                     | Euripides                  | 431 v.Chr.                      | Griekenland                |
| Absalom, Absalom!                          | William Faulkner           | 1936                            | Verenigde Staten           |
| Het Geraas en Gebral                       | William Faulkner           | 1929                            | Verenigde Staten           |
| Madame Bovary                              | Gustave Flaubert           | 1857                            | Frankrijk                  |
| De leerschool der liefde                   | Gustave Flaubert           | 1869                            | Frankrijk                  |
| Zigeunerromances                           | Federico García Lorca      | 1928                            | Spanje                     |
| Honderd jaar eenzaamheid                   | Gabriel García Márquez     | 1967                            | Colombia                   |
| Liefde in tijden van cholera               | Gabriel García Márquez     | 1985                            | Colombia                   |
| Faust I & II                               | Johann Wolfgang von Goethe | 1808                            | Duitsland                  |
| Dode zielen                                | Nikolaj Gogol              | 1842                            | Rusland                    |
| De blikken trommel                         | Günter Grass               | 1959                            | Duitsland                  |
| Diepe wildernis: de wegen                  | João Guimarães Rosa        | 1956                            | Brazilië                   |
| Honger                                     | Knut Hamsun                | 1890                            | Noorwegen                  |
| De oude man en de zee                      | Ernest Hemingway           | 1952                            | Verenigde Staten           |
| Ilias                                      | Homerus                    | 850 v.Chr. - 750 v.Chr.         | Griekenland                |
| Odyssee                                    | Homerus                    | Einde VIIIe eeuw v.Chr.         | Griekenland                |
| Een poppenhuis                             | Henrik Ibsen               | 1879                            | Noorwegen                  |
| Ulysses                                    | James Joyce                | 1922                            | Ierland                    |
| Verzamelde verhalen                        | Franz Kafka                | voor 1924                       | Tsjechië                   |
| Het proces                                 | Franz Kafka                | 1925                            | Tsjechië                   |
| Het slot                                   | Franz Kafka                | 1926                            | Tsjechië                   |
| Sakuntala                                  | Kālidāsa                   | Ie eeuw v.Chr. - IVe eeuw       | India                      |
| Het geluid van de berg                     | Yasunari Kawabata          | 1954                            | Japan                      |
| Zorba de Griek                             | Nikos Kazantzakis          | 1946                            | Griekenland                |
| Zonen en minnaars                          | D.H. Lawrence              | 1913                            | Groot-Brittannië           |
| Onafhankelijke mensen                      | Halldór Laxness            | 1934-1935                       | IJsland                    |
| Verzamelde gedichten                       | Giacomo Leopardi           | 1818                            | Italië                     |
| Het gouden boek                            | Doris Lessing              | 1962                            | Groot-Brittannië           |
| Pippi Langkous                             | Astrid Lindgren            | 1945                            | Zweden                     |
| Dagboek van een gek en andere verhalen     | Lu Xun                     | 1918                            | China                      |
| Kinderen van Gebelawi                      | Nagieb Mahfoez             | 1959                            | Egypte                     |
| Buddenbrooks                               | Thomas Mann                | 1901                            | Duitsland                  |
| De Toverberg                               | Thomas Mann                | 1924                            | Duitsland                  |
| Moby Dick                                  | Herman Melville            | 1851                            | Verenigde Staten           |
| Essais                                     | Montaigne                  | 1595                            | Frankrijk                  |
| De Geschiedenis                            | Elsa Morante               | 1974                            | Italië                     |
| Beminde                                    | Toni Morrison              | 1987                            | Verenigde Staten           |
| Genji Monogatari                           | Murasaki Shikibu           | XIe eeuw                        | Japan                      |
| De man zonder eigenschappen                | Robert Musil               | 1930-1932                       | Oostenrijk                 |
| Lolita                                     | Vladimir Nabokov           | 1955                            | Rusland / Verenigde Staten |
| 1984                                       | George Orwell              | 1949                            | Groot-Brittannië           |
| Metamorfosen                               | Ovidius                    | Ie eeuw                         | Italië                     |
| Het boek der rusteloosheid                 | Fernando Pessoa            | 1982                            | Portugal                   |
| Alle verhalen                              | Edgar Allan Poe            | XIXe eeuw                       | Verenigde Staten           |
| Op zoek naar de verloren tijd              | Marcel Proust              | 1913-1927                       | Frankrijk                  |
| Gargantua en Pantagruel                    | François Rabelais          | 1532-1534                       | Frankrijk                  |
| Pedro Páramo                               | Juan Rulfo                 | 1955                            | Mexico                     |
| Mathnawi, de Perzische Koran               | Jalal ad-Din Rumi          | XIIIe eeuw                      | Iran                       |
| Middernachtskinderen                       | Salman Rushdie             | 1981                            | India / Groot-Brittannië   |
| Boestan                                    | Saadi                      | XIIIe eeuw                      | Iran                       |
| Het seizoen, de trek naar het Noorden      | Tayeb Saleh                | 1971                            | Soedan                     |
| De stad der blinden                        | José Saramago              | 1995                            | Portugal                   |
| Hamlet                                     | William Shakespeare        | 1600                            | Groot-Brittannië           |
| King Lear                                  | William Shakespeare        | 1605                            | Groot-Brittannië           |
| Othello                                    | William Shakespeare        | 1603                            | Groot-Brittannië           |
| Oidipous                                   | Sofokles                   | 430 v.Chr.                      | Griekenland                |
| Rood en Zwart                              | Stendhal                   | 1830                            | Frankrijk                  |
| Tristram Shandy                            | Laurence Sterne            | 1760                            | Ierland / Groot-Brittannië |
| Bekentenissen van Zeno                     | Italo Svevo                | 1923                            | Italië                     |
| Gullivers reizen                           | Jonathan Swift             | 1726                            | Ierland                    |
| Oorlog en vrede                            | Leo Tolstoj                | 1865-1869                       | Rusland                    |
| Anna Karenina                              | Leo Tolstoj                | 1877                            | Rusland                    |
| De dood van Ivan Iljitsj                   | Leo Tolstoj                | 1886                            | Rusland                    |
| Verzamelde verhalen                        | Anton Tsjechov             | 1886                            | Rusland                    |
| De Lotgevallen van Huckleberry Finn        | Mark Twain                 | 1884                            | Verenigde Staten           |
| Ramayana                                   | Valmiki                    | IIIe eeuw v.Chr. - IIIe eeuw    | India                      |
| Aeneis                                     | Vergilius                  | 29 - 19 v.Chr.                  | Italië                     |
| Mahabharata                                | Vyasa                      | IVe eeuw v.Chr. - IVe eeuw      | India                      |
| Grashalmen                                 | Walt Whitman               | 1855                            | Verenigde Staten           |
| Mrs. Dalloway                              | Virginia Woolf             | 1925                            | Groot-Brittannië           |
| Naar de vuurtoren                          | Virginia Woolf             | 1927                            | Groot-Brittannië           |
| Hadrianus' gedenkschriften                 | Marguerite Yourcenar       | 1951                            | Frankrijk                  |
| Het boek Job                               | Anoniem                    | ?                               | Israël                     |
| Gilgamesj-epos                             | Anoniem                    | XVIIIe eeuw - XVIIe eeuw v.Chr. | Irak                       |
| Njáls saga                                 | Anoniem                    | XIIIe eeuw                      | IJsland                    |
| Verhalen van Duizend-en-een-nacht          | Anoniem                    | IXe eeuw                        | Midden-Oosten              |

## Verkiezingen van beste boeken
Rond het jaar 2000 werden in diverse landen "verkiezingen van beste boeken" gehouden, soms door deskundigen, soms door het lezerspubliek, soms van de twintigste eeuw, een andere keer 'aller tijden'. Zie ook:
- Lijst van beste Nederlandstalige boeken, lijst van beste literaire Nederlandstalige werken aller tijden, gekozen door het lezerspubliek
- Lijst van beste buitenlandse boeken, Nederlandse lijst van beste boeken aller tijden, gekozen door het lezerspubliek
- Lijst van beste Duitstalige romans van de twintigste eeuw, Duitse lijst van beste Duitstalige literaire werken uit de 20e eeuw, samengesteld door literatuurdeskundigen.
- Modern Library 100 Beste Romans, Amerikaanse lijst van beste Engelstalige romans uit de 20e eeuw, samengesteld door deskundigen
- The Big Read, Britse lijst van de tweehonderd beste boeken ooit, gekozen door het publiek
- Le Mondes 100 boeken van de eeuw, Franse lijst van beste literaire werken uit de 20e eeuw, samengesteld door het publiek
- Greatest books, Britse lijst gegenereerd uit 116 "beste van" boekenlijsten van een verscheidenheid van grote bronnen. Een algoritme is gebruikt om een hoofdlijst te maken op basis van het aantal lijsten waarop een bepaald boek verschijnt.

Zie ook:
- American Book Reviews lijst van beste openingszinnen
- Literaire canon